# Forêt nationale de Los Padres
Pour les articles homonymes, voir Los Padres.
La forêt nationale de Los Padres, en anglais Los Padres National Forest, est une forêt nationale américaine située en Californie. Couvrant 7 700 km2, elle s'étend dans les comtés de Kern, Los Angeles, Monterey, San Luis Obispo, Santa Barbara et Ventura. Créée en décembre 1936, l'aire protégée est gérée par le Service des forêts des États-Unis.